# Episodi di Che fine ha fatto Sara? (prima stagione)
La prima stagione della serie televisiva Che fine ha fatto Sara?, composta da 10 episodi, è stata interamente pubblicata sul servizio di video on demand Netflix il 24 marzo 2021.
| n° | Titolo originale                   | Titolo italiano               | Prima TV Messico | Prima TV Italia |
| -- | ---------------------------------- | ----------------------------- | ---------------- | --------------- |
| 1  | No fue un error                    | Non è stato un errore         | 24 marzo 2021    | 24 marzo 2021   |
| 2  | Gente mala                         | Gente cattiva                 | 24 marzo 2021    | 24 marzo 2021   |
| 3  | Cariños, Sara                      | Baci, Sara                    | 24 marzo 2021    | 24 marzo 2021   |
| 4  | El monstruo de la familia          | Il mostro di famiglia         | 24 marzo 2021    | 24 marzo 2021   |
| 5  | Seguro de vida                     | Assicurazione sulla vita      | 24 marzo 2021    | 24 marzo 2021   |
| 6  | Cacería                            | Caccia                        | 24 marzo 2021    | 24 marzo 2021   |
| 7  | El miedo y la culpa                | La paura e i sensi di colpa   | 24 marzo 2021    | 24 marzo 2021   |
| 8  | Donde los sueños se hacen realidad | Dove i sogni diventano realtà | 24 marzo 2021    | 24 marzo 2021   |
| 9  | Ver el mundo arder                 | Vedere il mondo bruciare      | 24 marzo 2021    | 24 marzo 2021   |
| 10 | Dos tumbas                         | Due tombe                     | 24 marzo 2021    | 24 marzo 2021   |

## Non è stato un errore
- Titolo originale: No fue un error

### Trama
Un gruppo di amici beve alcolici e si diverte in barca al lago in un primo pomeriggio. Sara Guzmán si mostra divertita con suo fratello Alex Guzmán e il suo fidanzato Rodolfo Lazcano. Uno degli amici sulla barca suggerisce a Sara di volare in parapendio sopra il lago, il che la porta alla morte. I tentativi di salvare Sara si rivelano inutili: in ospedale la ragazza muore, fra le lacrime del fratello Alex e del fidanzato Rodolfo. Mentre Alex Guzmán inizia a rivelarsi alla famiglia Lazcano, inizia a incolpare Rodolfo per le sue azioni sulla barca. César Lazcano cerca di convincere Alex a spiegare al Giudice che si è trattato solo di un "incidente", ma non si rende conto che questo causerà, invece, l'inizio della fine per Alex: sarà infatti condannato a 30 anni di carcere.

## Cattive persone
- Titolo originale: Gente mala

### Trama
Diciotto anni dopo essere stato incarcerato, Alex Guzmán viene scarcerato e inizia il suo desiderio di vendetta contro la famiglia Lazcano. Dopo ciò che è accaduto al casinò, la decisione di César Lazcano di mettere a tacere, una volta per tutte, Alex Guzmán causa immediatamente problemi. César incarica, infatti, le sue guardie di sparare alla casa di Alex. Elisa Lazcano (Carolina Miranda), sorella minore di Rodolfo e Chema, inizia ad incuriosirsi e cerca di avvicinarsi ad Alex, al fine di scoprire il motivo di questo odio da parte del ragazzo verso la sua famiglia. In un flashback di quando Sara Guzmán muore precipitando nel lago, si vede come Elisa sia sempre stata curiosa a scoprire la verità, mentre Alex Guzmán conserva la sua rabbia e il suo risentimento verso le azioni di Rodolfo, responsabile, a suo parere, della tragica morte della sorella diciotto anni prima. Mentre Elisa segue Rodolfo nella casa in cui vive Alex, due SUV sopraggiungono poco dopo e iniziano a sparare contro la casa. Dopo l'incidente, Elisa entra in casa e trova Alex sul pavimento sanguinante.

## Baci, Sara
- Titolo originale: Cariños, Sara

### Trama
Questo episodio inizia con un flashback in cui Alex è a una festa con sua sorella Sara e i loro amici. Durante la festa, Sara vede Chema mentre abbraccia Alex, suggerendo che Sara potrebbe sapere che Chema sia omosessuale. Nel presente Elisa è a casa di Alex e stanno bevendo. Elisa sta cercando risposte da Alex per capire perché sia così ossessionato dalla sua famiglia, ricordandogli che può fidarsi di lei, poiché Alex non sa che anche lei fa parte della famiglia Lazcano. Mentre Alex è distratto, Elisa si guarda intorno per casa in cerca di indizi. Si accorge che ha hackerato il telefono di sua madre per vedere e sentire qualunque cosa stia succedendo in casa. La scena si sposta all'interno del casinò di César. Quest’ultimo viene mostrato intento a camminare verso la parte inferiore del casinò dove si scoprirà esserci un bordello nascosto. Elisa va a casa di sua madre prendendo il telefono di quest’ultima, a sua insaputa e lo mette in un vaso pieno d'acqua, danneggiandolo. La scena si sposta poi all'interno della scuola di Bruno, figlio adottivo di Rodolfo. Mentre è in classe, tutti, compreso lui, ricevono una foto della sua famiglia con la scritta "Assassini". Mentre Alex è a casa, riceve un altro messaggio dalla persona conosciuta come "Diana cacciatrice", dicendo che Rodolfo non è l'assassino. Alex, ancora sospettoso di questa persona, chiede prove e l'anonimo risponde che era lì, inviandogli, come prova, la foto di un coltello arrugginito, lo stesso coltello che Alex ha dato a Chema 18 anni prima. Mentre Mariana, moglie di César, è a casa, riceve un pacco con il coltello di Chema, il coltello che, diciotto anni prima, aveva gettato in acqua, appena dopo l'incidente di Sara. Alex trova Chema e, dopo un inseguimento in auto, gli chiede di dargli i nastri che ha registrato 18 anni prima, quando Sara è morta. Viene poi mostrato un flashback di Chema, quando Sara scopre che lui è gay in quanto eccitato alla vista di Alex sotto la doccia. Mentre Alex è fuori casa, Elisa torna a casa sua, entrando dalla finestra, lasciata aperta la volta prima, per cercare altri indizi ad insaputa del ragazzo. Quando Alex torna a casa e la vede, lei spiega che voleva solo vederlo, non fare sesso con lui. Successivamente Alex rivela ad Elisa che conosce la sua vera identità.

## Il mostro di famiglia
- Titolo originale: El monstruo de la familia

### Trama
In un flashback di 18 anni prima, Alex fa visita a sua madre, che si scopre essere malata e aver bisogno di un trapianto, e spiega che starà meglio e lui si assenterà per un breve periodo. Il giorno del processo ad Alex, in tribunale lo dichiarano colpevole di omicidio e il giudice gli infligge una pena di trent’anni di reclusione; Alex scopre in quel momento che César gli ha mentito. Nel presente Rodolfo va a trovare Alex per dirgli di lasciare fuori da tutta questa storia il suo figliastro, Bruno innocente e minorenne, pensando che sia stato Alex a mandare la foto, ma sembra che Alex sia ignaro di quanto detto. La scena si sposta poi a casa di Chema, il quale prende tutti i nastri e li brucia. Rodolfo va al casinò e si dirige in sauna prima del lavoro; mentre è lì si accorge che la temperatura sta salendo vertiginosamente e che qualcuno lo ha rinchiuso all'interno della sauna. Quando Elisa arriva a casa di Alex quest’ultimo la affronta dicendo che sa che è la figlia di César, spiega che voleva solo scoprire la verità sulla sua famiglia e avere quindi giustizia. Alex dice che per guadagnare la sua fiducia ha bisogno di un favore: fissare un incontro con il ragioniere di suo padre. Proprio mentre Rodolfo stava per svenire, Elroy apre la porta e porta Rodolfo fuori dalla sauna, salvandolo. Elisa riesce a far incontrare il ragioniere con Alex. Proprio mentre stanno per incontrarsi, un'auto piomba all'interno del parcheggio e uccide il contabile prima che Alex possa parlargli. Scopriamo che la persona che guida l'auto è Elroy.

## Assicurazione sulla vita
- Titolo originale: Seguro de vida

### Trama
In un flashback, il giovane Alex si sveglia in un letto d'ospedale della prigione dopo essere stato picchiato da altri prigionieri. Un altro prigioniero è al suo fianco e afferma che sarà la sua fata turchina. Il giovane Alex chiede al suo avvocato perché è ancora in prigione e che ha bisogno di tornare da sua madre. L'avvocato informa con rammarico Alex che sua madre è morta. Al casinò Elroy sembra preoccupato mentre ammira una foto di Sara. In un flashback, César mostra interesse per Sara; in un'altra scena il giovane Rodolfo e Sara fanno sesso nel retro di una macchina. Al giorno d'oggi, Alex sta fotocopiando il diario di Sara e manda a Elroy un biglietto con la calligrafia di Sara. Chema e Lorenzo chiedono a Clara se è interessata a diventare la loro madre surrogata. Clara accetta eccitata. Al club, Elroy lotta con il fatto di aver ucciso il contabile e le sue allucinazioni di Sara. Rodolfo e Sofía litigano perché lei non riesce a rimanere incinta e lei pensa che Rodolfo abbia un problema. Mariana minaccia Elroy al casinò dopo aver scoperto che aveva detto a Elisa della morte di Sara. Quella notte Alex ed Elisa arrivano alla festa al casinò e irrompono nell'ufficio di César per copiare i file del suo computer. Bruno cerca Imara e va nel seminterrato del casinò. Alla festa al casinò, le luci si spengono e vengono proiettate le immagini di César che caccia animali in via di estinzione davanti ai suoi ospiti. All'improvviso, Elroy si presenta sul palco con una pistola e la punta contro César, ma poi punta l'arma contro se stesso e viene colpito.

## Caccia
- Titolo originale: Cacería

### Trama
In due diversi flashback, Elroy vede Sara fare sesso con Rodolfo e César. In un flashback diverso, Elroy lascia il padre alcolizzato in una casa in fiamme e finisce in un orfanotrofio dove incontra Mariana. Nel presente, la famiglia Lazcano è al casinò per una festa. Clara va in bagno e vede due persone che si baciano e più tardi è scioccata nello scoprire chi sono. Elroy va nel suo ufficio per prendere una pistola e vede Alex ed Elisa nell'ufficio di César. Ha intenzione di sparare ad Alex, ma viene fermato perché ha un'allucinazione di Sara che lo definisce un codardo. Bruno trova Imara nel seminterrato del casinò ma non risponde. Sergio incontra Alex e chiama immediatamente la sicurezza. Di ritorno alla festa, César sta cercando di impedire ai media di registrare o scattare foto delle immagini proiettate dei suoi trofei di caccia. Elroy si presenta con la pistola e la punta a sé stesso. Uno sparo esplode mentre Elroy viene colpito da una guardia di sicurezza. In un flashback, Elroy da bambino si schianta contro una scala che uccide sua madre. Alex e César si vedono e l'inseguimento inizia mentre Alex corre all'ingresso del bordello con César proprio dietro di lui. Alex esce correndo dalla porta sul retro e Chema e Rodolfo gli dicono che sono lì per aiutarlo. Si dirigono verso un furgone e scappano alla casa sul lago dove è morta Sara. César e il suo team di sicurezza arrivano a casa di Alex e iniziano a sparare sui luoghi, distruggendo tutta la sua attrezzatura. Alex, nell'ultima scena, rivela a Rodolfo, Chema e Elisa di sapere il motivo per cui Elroy abbia provato a suicidarsi. Ha sempre saputo la verità: Sara aspettava un bambino, ma il figlio che portava in grembo non era di Rodolfo.

## La paura e i sensi di colpa
- Titolo originale: El miedo y la culpa

### Trama
Rodolfo, Elisa, Chema e Alex sono alla casa sul lago. Al casinò, Sergio afferma che Alex deve aver ottenuto da qualcuno informazioni riservate e suggerisce a César di scendere a compromessi con lui, prima che sia costretto a dichiarare bancarotta. Elisa chiede ad Alex fino a che punto voglia spingersi per distruggere la sua famiglia poiché ha già danneggiato la reputazione di suo padre. Mariana fa visita a Elroy in ospedale. In un flashback, il prigioniero che ha detto di essere la fata madrina di Alex gli mostra una foto di sua figlia, Flor, e spiega come César Lazcano l'abbia uccisa. Sergio va nel seminterrato e abusa fisicamente di Imara e lo registra. Chema arriva nell'atrio del laboratorio e chiede perdono a Lorenzo per non esserci stato in quel giorno così speciale per loro. Rodolfo vede Bruno al casinò e gli chiede cosa ci fa lì. Bruno lo ignora e continua a dirigersi verso il seminterrato, Rodolfo lo segue ed è scioccato nel vedere che è un bordello.

## Dove i sogni diventano realtà
- Titolo originale: Donde los sueños se hacen realidad

### Trama
Nei flashback, Sara dice a César che è incinta e scopre un inquietante segreto su Sergio. José María e Lorenzo compiono il passo successivo nel processo di fecondazione in vitro. Elisa va in ospedale per scoprire cosa sa Elroy di Flor. In un altro flashback, Sara dice a Rodolfo che è incinta. Sofía dice a César che è incinta. Rodolfo affronta César riguardo al seminterrato del casinò. Moncho torna nella vita di Clara. Lorenzo e José María annunciano che avranno un bambino che porta a una discussione in famiglia. José María svela un segreto su César e Sofía.

## Guarda il mondo che brucia
- Titolo originale: Ver el mundo arder

### Trama
Sergio cerca di convincere Alex a unire le forze per sconfiggere Cesar. In un sogno, Elisa ricorda un ricordo inquietante. Bruno va nel seminterrato del casinò per cercare Imara. Clara continua il processo di fecondazione in vitro con José María e Lorenzo. Moncho segue Lorenzo e lo minaccia al lavoro. Sofía chiede aiuto a Cesar ma lui rifiuta. Rodolfo e Alex si incontrano per discutere della morte di Sara e Alex lascia che Rodolfo rimanga con lui. Un impiegato del casinò si avvicina a Elisa per la morte di Imara. Elisa affronta Alex sui segreti che gli sta nascondendo. Marifer, la migliore amica di Sara, regala ad Alex un video che Sara ha lasciato.

## Due tombe
- Titolo originale: Dos tumbas

### Trama
In un flashback, Elroy dice a Mariana che Sara è incinta, ma il bambino non è di Rodolfo. Alex, Marifer, Rodolfo ed Elisa guardano il video che Sara ha lasciato. Elisa va in ospedale per visitare Elroy e chiedergli cosa sa della morte di Flor e Imara, ma viene interrotta dall'arrivo di Mariana, che ha proceduto a uccidere Elroy. L'identità di Diana Casadora si rivela essere Marifer, la migliore amica di Sara. Rodolfo caccia Sofía di casa e rivela che è sterile dopo una vasectomia che ha fatto. Elisa affronta Cesar riguardo al seminterrato del casinò e alla morte di Sara. In un altro flashback, gli eventi che circondano la morte di Sara iniziano a riunirsi. Viene rivelato che dopo che suo marito l'ha tradita con Sara, Mariana ha chiesto a Elroy di tagliare l'imbracatura del paracadute, ricordandogli che sa che Elroy ha ucciso i suoi genitori nella sua infanzia.